# John Ousterhout

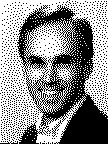
John Ousterhout

John K. Ousterhout (Solano County, 15 oktober 1954) is een Amerikaans natuurkundige en informaticus.

## Opleiding en werk
Ousterhout studeerde natuurkunde aan de Yale-universiteit (BSc) en computerwetenschappen aan de Carnegie-Mellon-universiteit (PhD). Hij was professor aan de Universiteit van Californië toen hij de scripttaal Tcl en de Tk-toolkit ontwikkelde. Hij produceerde een applicatie die een grafische gebruikersinterface ondersteunt. Hij was ingenieur bij Sun Microsystems, richtte zelf enkele bedrijven op en kreeg verschillende prijzen voor zijn bijdragen aan de computerwetenschappen. Sinds 2008 is hij hoogleraar aan de Stanford-universiteit waar hij zich onder andere bezig houdt met het ontwikkelen van nieuwe netwerkstandaarden voor grote datacentra. Hij ontwikkelde mede Raft, een consensus-algoritme, als makkelijker te begrijpen alternatief voor het veel ingewikkelder en al langer bestaande Paxos. Ook schreeft hij enkele boeken.

## Publicaties
- A Philosophy of Software Design, (Yaknyam Press, 2018, ISBN 1732102201)